# Leptogorgia gilchristi
Leptogorgia gilchristi is een zachte koraalsoort uit de familie Gorgoniidae. De koraalsoort komt uit het geslacht Leptogorgia. Leptogorgia gilchristi werd in 1904 voor het eerst wetenschappelijk beschreven door Hickson. 